# وحده المراقبة
وحدة المراقبة (بالانجليزيه:Monitor unit) هي مقياس لمخرجات الماكينة من معجل سريري للعلاج الإشعاعي مثل المعجل الخطي أو وحدة الجهد التقويمي. تُقاس وحدات المراقبة بغرف المراقبة، وهي غرف التأين التي تقيس الجرعة التي تقدمها الشعاع ويتم دمجها في رأس العلاج من المسرعات الخطية للعلاج الإشعاعي.

## المعايرة وكميات الجرعات
تتم معايرة المسرعات الخطية لإعطاء جرعة ممتصة معينة في ظروف معينة، على الرغم من أن التعريف وتكوين القياس قد يختلفان بين العيادات الطبية.
التعريفات الأكثر شيوعًا هي:
1. تقرأ حجرة المراقبة 100 MU عندما يتم تسليم جرعة ممتصة من 1 جراي (100 راد) إلى نقطة على عمق الجرعة القصوى في شبح مكافئ للماء يكون سطحه في مركز متساوي للآلة (أي عادة عند 100 سم من المصدر) بحجم حقل على سطح 10 سم × 10 سم.
2.تقرأ حجرة المراقبة 100 MU عندما يتم تسليم جرعة ممتصة من 1 جراي (100 راد) إلى نقطة عند عمق معين في الوهمية مع وضع سطح الوهمية بحيث تكون النقطة المحددة في مركزالجهاز وحجم الحقل هو 10 سم × 10 سم في المركز.
تتم معايرة بعض المسرعات الخطية باستخدام مسافة المصدر إلى المحور(م م م) بدلاً من المسافة المصدر إلى السطح (م م س)، وقد تختلف المعايرة (تعريف وحدة المراقبة) اعتمادًا على العرف في المستشفى.
تم إجراء العلاج الإشعاعي المبكر باستخدام علاجات «(م م س) ثابتة» ، وبالتالي تم اعتماد تعريف وحدة المراقبة ليعكس هندسة المعايرة هذه.
يتم إجراء العلاج الإشعاعي الحديث باستخدام خطط العلاج المتمركز حول المركز، لذا فإن التعريفات الأحدث لوحدة المراقبة تعتمد على الهندسة في المركز المتوازن بناءً على المسافة من المصدر إلى المحور (م م م).